# Wachau
La vall de Wachau (IPA: [vaxaʊ]) és un tram de la vall del Danubi Àustria, entre les ciutats de Krems i Melk amb un gran valor de paisatge i d'arquitectura. Del costat agrícola és marcat per una llarga història de viticultura. És una de les més destacades destinacions turístiques de la Baixa Àustria. Té 30 km de longitud i ja hi havia assentaments en temps prehistòrics.
L'any 2000, la vall de Wachau es va afegir a la llista de la UNESCO de llocs del patrimoni mundial en reconeixement de la qualitat de l'arquitectura i la història agrícola.
Un conegut lloc turístic és el castell de Dürnstein, on el duc Leopold V va tenir en captivitat el rei d'Anglaterra, Ricard Cor de Lleó a la fi del segle xii.
Als Estats Units d'Amèrica, hi ha una regió Wachovia, del nom llatí de Wachau, creada per emigrants austríacs.